# Sphenomorphus sanctus
Sphenomorphus sanctus este o specie de șopârle din genul Sphenomorphus, familia Scincidae, descrisă de Auguste Henri André Duméril și Bibron 1839.

## Subspecii
Această specie cuprinde următoarele subspecii:
- S. s. tenggeranus
- S. s. sanctus